# Ritos iguales
Ritos iguales, (del inglés: Equal Rites), es la tercera novela de la saga Mundodisco de Terry Pratchett. El título original, Equal Rites, suena como Equal Rights, "Igualdad de Derechos", haciendo referencia a la temática del libro.

## Argumento
Todo comienza cuando un mago llega a un pueblo perdido de las Montañas del Carnero para designar a su sucesor. El elegido es un recién nacido, que cómo mandan los cánones del Mundodisco es el octavo hijo de un octavo hijo. El mago debe entregarle su cayado al niño, ya que su hora se aproxima. Tal vez por ello no repara en que el bebé es en realidad una niña hasta que es demasiado tarde. La niña, llamada Eskarina, es instruida por la bruja local Yaya Ceravieja que cree firmemente que la magia de magos y la magia de brujas es completamente diferente. Cuando el poder oculto en Esk comienza a manifestarse no les queda otro remedio que buscar la Universidad Invisible, la principal escuela de magos del Mundodisco. Nunca antes ha existido una mujer mago, pero Esk deberá serlo aunque para ello deba superar la oposición de los magos, porque solo de ese modo podrá encauzar un poder tan inmenso que amenaza la supervivencia del propio Mundodisco.